# Bauernkette
|   | a | b | c | d | e | f | g | h |   |
| 8 |   |   |   |   |   |   |   |   | 8 |
| 7 |   |   |   |   |   |   |   |   | 7 |
| 6 |   |   |   |   |   |   |   |   | 6 |
| 5 |   |   |   |   |   |   |   |   | 5 |
| 4 |   |   |   |   |   |   |   |   | 4 |
| 3 |   |   |   |   |   |   |   |   | 3 |
| 2 |   |   |   |   |   |   |   |   | 2 |
| 1 |   |   |   |   |   |   |   |   | 1 |
|   | a | b | c | d | e | f | g | h |   |

Bauernkette ist ein Ausdruck aus dem Schachspiel. Eine Bauernkette ist nach Aaron Nimzowitsch eine schräg fortlaufende Reihe ineinander verschobener weißer und schwarzer Bauern.
Die Kette teilt das Brett in zwei Hälften, die diagonal zueinander liegen. Figuren gelingt es in der Regel nicht, sie ohne Opfer zu überwinden. Die Kette muss rechts oder links umgangen werden.
Die vorderen Bauern einer Kette, die die Mitte des Brettes überschritten haben, nehmen dem Gegenspieler Raum zum Manövrieren seiner Figuren. Nimzowitsch war der Auffassung, dass diese Hemmkraft der Kette unbedingt bekämpft werden muss, um einen dauerhaften Nachteil zu verhindern. Er sah im Angriff auf die Basis der Kette das einzig wirksame Mittel, um die Hemmung zu neutralisieren, und legte deswegen seine Strategie darauf aus. Nimzowitsch entwickelte folgendes Konzept, welches er hauptsächlich anhand der Französischen Vorstoßvariante, die nach den Zügen 1. e2–e4 e7–e6 2. d2–d4 d7–d5 3. e4–e5 entsteht, demonstrierte:
1. Die Basis soll durch Figuren mehrfach angegriffen werden.
2. Dadurch wird eine aggressive Stellung der angreifenden Figuren erreicht, die beim Verteidiger Entwicklungsschwierigkeiten verursacht.
3. Der Druck auf die Basis muss so lange aufrechterhalten werden, bis neue Schwächen als Folge der Entwicklungsschwierigkeiten auftreten.
4. Danach wird der Kampfplan modifiziert, die ursprüngliche Schwäche freigegeben und die neue mit allen Mitteln angegriffen.

- Beim Erreichen eines Endspiels mit Kette sieht Nimzowitsch in der Kettenbasis einen Schwachpunkt. Der Basisbauer kann leicht von den Seiten angegriffen werden.
- Der Angreifer muss dabei auch auf seine eigene Basis achten.

John Watson untersucht in seinem Buch Geheimnisse der modernen Schachstrategie die Entwicklung der Strategie der Bauernkette von der Zeit Nimzowitschs bis heute.
Die einseitige Auffassung Nimzowitschs wird durch die radikale Änderung der Strategie der Kette gekennzeichnet. Heute wird die Kette häufig an ihrer Spitze angegriffen und aufgebrochen. Das führt zu rückständigen Bauern (zum Beispiel 3. Sb1–d2 Sg8–f6 4. e4–e5 Sf6–d7 5. Lf1–d3 c7–c5 6. c2–c3 Sb8–c6 7. Sg1–e2 c5xd4 8. c3xd4 f7–f6 9. e5xf6 Sd7xf6 10. Sd2–f3 Dd8–b6 11. 0–0 Lf8–d6), was für Nimzowitsch der Anlass war, die danach entstehenden Stellungen als schlecht zu beurteilen. Die Suche nach neuen Wegen und Strategien und viele durch praktische Prüfungen erhaltene Ergebnisse haben zum Umdenken geführt. Das Aufbrechen der Kette von der Spitze her befreit die räumlich eingeschränkten Figuren schlagartig. Sie haben aktive Felder zur Verfügung und entwickeln Angriffskräfte. Diese Aktivität reicht aus, um den Nachteil des rückständigen Bauern auszugleichen. Nimzowitschs Strategie der Überdeckung der Bauerbasis hat die Gegner regelrecht dazu gezwungen, nach neuen Wegen zu suchen, da sich die Angriffe sehr schnell festfahren.
Watson geht auch auf die Entwicklung der Kettenstrategie anderer Eröffnungssysteme wie der Königsindischen Verteidigung, der Altindischen Verteidigung, Benoni-Verteidigung usw. ein und kommt zu der Erkenntnis, dass keine allgemeingültige Strategie aufgestellt werden kann. Jede Formation hat ihre eigenen Gesetze und lebt von den Möglichkeiten eines Angriffs der Spitze oder der Basis. Die Beurteilung der Stellung kann nur durch analytische Betrachtung der Position und nachfolgende praktische Erprobung erfolgen.